# ساتلميش محمد أباد
ساتلميش‌ محمد أباد هي قرية في مقاطعة مياندوآب، إيران. يقدر عدد سكانها بـ 265 نسمة بحسب إحصاء 2016.